# Bagamér
Bagamér nagyközség Hajdú-Bihar vármegyében, a Nyíradonyi járásban.

## Fekvése
A nyíri homok és az érmelléki feketeföld határterületén, Hajdú-Bihar vármegye északkeleti szélén, a román határ mellett, a Hajdúsági Tájvédelmi Körzet közelében fekszik a megyeszékhely Debrecentől 34 kilométerre keletre.
A szomszédos települések a határ magyar oldalán: észak felől Nyírábrány, északnyugat felől Vámospércs, nyugat felől Újléta, dél felől pedig Álmosd. Határszéle keleten több mint 14 kilométer hosszan egybeesik az országhatárral. A legközelebbi települések abban az irányban Érsemjén (Șimian), Érkenéz (Voivozi) és Érselénd (Șilindru).

### Megközelítése
Északi határszéle közelében halad el a Debrecentől a nyírábrányi határátkelőhelyig vezető 48-as főút, így az ország távolabbi részei felől ez a legfontosabb közúti megközelítési útvonala. Központja azonban csak egy mellékúton érhető el, a Vámospércs-Álmosd-Létavértes közti 4806-os úton.
A hazai vasútvonalak közül a települést a Debrecen–Nyírábrány-vasútvonal érinti, amely közigazgatási területének északi szélén halad át, központjától mintegy 8 kilométerre. A vasút Szentannapuszta megállóhelye az északnyugati határszéle közelében van, de a legközelebbi vasúti csatlakozási lehetőséget a Bagamértól közúton északnyugati irányban nagyjából 11 kilométerre lévő Vámospércs vasútállomás kínálja.

## Története
Első fennmaradt írásos említése 1281-ből való, Bagomer néven. Első tulajdonosa a Gutkeled nemzetség volt. Az akkoriban még létező környékbeli kisebb falvaknak mára csak a nevük maradt fenn, Bagamér azonban már a 17. század elején népes településnek számított több mint ezer lakosával, amikor 1611-ben Báthory Gábor hajdú vitézeinek adományozta. A kiváltságlevél nyomán kishajdúvárossá vált. A török időkben elnéptelenedett, s a 18. században jobbágyokkal telepítették újjá. 1848-ig egymás mellett működött a jobbágy- és a nemesi község elöljárósága.
Tulajdonosa egészen 1945-ig a váradi káptalan volt. 1871-től nagyközség, de e címet 1952-ben elvesztette és csak 1971-ben kapta  vissza, amikor összevonták Álmosddal. 1990 óta a két község ismét külön önkormányzattal működik.

## Közélete

### Polgármesterei
| Időszak   | Név              | Jelölő szervezet(ek) | Megjegyzés |
| --------- | ---------------- | -------------------- | ---------- |
| 1990–1994 | Vályi Lajos      | független            |            |
| 1994–1998 | Ruszoly Barnabás | független            |            |
| 1998–2002 | Ruszoly Barnabás | független            |            |
| 2002–2006 | Orvos Mihály     | független            |            |
| 2006–2010 | Orvos Mihály     | MSZP                 |            |
| 2010–2014 | Orvos Mihály     | MSZP                 |            |
| 2014–2019 | Orvos Mihály     | független            |            |
| 2019–2024 | Erdős Tibor      | független            |            |
| 2024–     | Erdős Tibor      | Fidesz-KDNP          |            |

## Népesség
A település népességének változása:
| Lakosok száma | 2523 | 2509 | 2540 | 2399 | 2387 | 2344 | 2350 |
|               | 2013 | 2014 | 2015 | 2021 | 2022 | 2023 | 2024 |

2001-ben a település lakosságának 91%-a magyar, 9%-a cigány nemzetiségűnek vallotta magát.
A 2011-es népszámlálás során a lakosok 90,6%-a magyarnak, 15,9% cigánynak, 0,5% románnak, 0,3% szerbnek mondta magát (9,3% nem nyilatkozott; a kettős identitások miatt a végösszeg nagyobb lehet 100%-nál). A vallási megoszlás a következő volt: római katolikus 5,6%, református 50%, görögkatolikus 7,1%, felekezeten kívüli 15,7% (19,2% nem válaszolt).
2022-ben a lakosság 90,9%-a vallotta magát magyarnak, 12,4% cigánynak, 0,2% németnek, 0,2% szlováknak, 0,1% szerbnek, 0,1% románnak, 0,1% ukránnak, 0,4% egyéb, nem hazai nemzetiségűnek (9% nem nyilatkozott; a kettős identitások miatt a végösszeg nagyobb lehet 100%-nál). Vallásuk szerint 38,5% volt református, 2% római katolikus, 6,7% görög katolikus, 1,7% egyéb keresztény, 0,3% egyéb katolikus, 14% felekezeten kívüli (36,6% nem válaszolt).

## Nevezetességei
- A Kék-Kálló völgye különleges természeti értéket képviselő növényekkel
- Numídiai jegenyefenyők a régi iskola udvarában
- Takó-hegyi fehér nyárak, amelyeket a helyiek csak a „Négy Nyárfa” néven emlegetnek
- Első és második világháborús hősi emlékművek

### Györgyegyháza
Györgyegyháza mára már eltünt település, a 16. században beolvadt Bagamérba.
Az akkor még kialakulófélben lévő település nevét a fennmaradt okiratok közül egy 1282. évi határjáró oklevél említi először.  1292-ben terra Georgy, 1313-ban  Zentgurg, 1327-ben  Györgteleky, 1374-ben Giurgehaz vagy Gurgedhaza, 1543-ban Gergfelde írásmóddal szerepel az oklevelekben.
A falut a Turul nemzetség érmelléki jobbágysága alapította a 13. században, de a feltételezések szerint régebbi település lehetett, a tatárjáráskor pusztulhatott el, majd újratelepítették.
A falu 1313-as Szentgyörgy névváltozata valószínűsíti, hogy a védőszentjéről nevezték el.
Györgyegyháza sohasem volt népes falu, többnyire csak egy-két házból állt.  A 16. században aztán végleg beolvadt Bagamérba, mára már csak puszta.